# Farges-Allichamps
Farges-Allichamps település Franciaországban, Cher megyében. Lakosainak száma 255 fő (2022. január 1.). Farges-Allichamps Bruère-Allichamps, Nozières és Vallenay községekkel határos.

## Népesség
A település népessége az elmúlt években az alábbi módon változott:
| Lakosok száma | 245  | 204  | 246  | 215  | 228  | 245  | 241  | 249  | 253  | 255  |
|               | 1968 | 1982 | 1990 | 2006 | 2013 | 2015 | 2017 | 2019 | 2020 | 2022 |